# Medalha da Pacificação de Cuba (Exército)
A Medalha de Pacificação de Cuba do Exército é uma condecoração militar do Exército dos Estados Unidos que foi criada por ordens do Departamento de Guerra dos Estados Unidos, em 11 de maio de 1909. A medalha foi criada para reconhecer o serviço durante a ocupação de Cuba pelos Estados Unidos, de 1906 a 1909.
Para receber a Medalha de Pacificação de Cuba, um militar precisava servir na força de ocupação dos Estados Unidos, guarnecida na ilha de Cuba entre 6 de outubro de 1906 e 1º de abril de 1909. A Medalha de Pacificação de Cuba da Marinha também foi emitida para o pessoal da marinha que serviu em Cuba entre 12 de setembro de 1906 e 1º de abril de 1909, ou que estava vinculado a qualquer um dos vários navios que serviram na área dentro desse período.
Não havia tempo mínimo de serviço exigido para a entrega do prêmio, e um militar poderia tecnicamente receber a Medalha de Pacificação de Cuba por apenas alguns dias de serviço. Uma condecoração semelhante, conhecida como Medalha do Exército de Ocupação de Cuba, também existia para aqueles que serviram na ocupação inicial de Cuba após a Guerra Hispano-Americana. O Coronel Harland Sanders recebeu a medalha por seus serviços como carroceiro do exército em Cuba de 1906 a 1907.